# چاه یابو
چاه یابو، روستایی از توابع بخش میان‌جلگه شهرستان نیشابور در استان خراسان رضوی ایران است.

## جمعیت
این روستا در دهستان غزالی قرار دارد و براساس سرشماری مرکز آمار ایران در سال ۱۳۸۵، جمعیت آن ۷ نفر (۴خانوار) بوده‌است.